# Пакала-Вілледж (Гаваї)
Пакала-Вілледж (англ. Pakala Village) — переписна місцевість (CDP) в США, в окрузі Кауаї штату Гаваї. Населення — 286 осіб (2020).

## Географія
Пакала-Вілледж розташована за координатами 21°57′2″ пн. ш. 159°38′22″ зх. д. / 21.95056° пн. ш. 159.63944° зх. д. (21.950491, -159.639489).  За даними Бюро перепису населення США в 2010 році переписна місцевість мала площу 7,09 км², з яких 6,20 км² — суходіл та 0,89 км² — водойми.

## Демографія
Згідно з переписом 2010 року, у переписній місцевості мешкали 294 особи в 106 домогосподарствах у складі 73 родин. Густота населення становила 41 особа/км².  Було 150 помешкань (21/км²).
Расовий склад населення:
| - 32,0 % — азіатів - 24,1 % — вихідців з тихоокеанських островів - 17,7 % — білих - 0,3 % — корінних американців |

До двох чи більше рас належало 25,9 %. Частка іспаномовних становила 9,5 % від усіх жителів.
За віковим діапазоном населення розподілялося таким чином: 19,7 % — особи молодші 18 років, 54,1 % — особи у віці 18—64 років, 26,2 % — особи у віці 65 років та старші. Медіана віку мешканця становила 44,0 року. На 100 осіб жіночої статі у переписній місцевості припадало 96,0 чоловіків;  на 100 жінок у віці від 18 років та старших — 101,7 чоловіків також старших 18 років.
Середній дохід на одне домашнє господарство  становив 77 009 доларів США (медіана — 58 594), а середній дохід на одну сім'ю — 82 542 долари (медіана — 59 375). За межею бідності перебувало 7,3 % осіб, у тому числі 0,0 % дітей у віці до 18 років та 5,1 % осіб у віці 65 років та старших.
Цивільне працевлаштоване населення становило 141 особа. Основні галузі зайнятості: сільське господарство, лісництво, риболовля — 27,7 %, мистецтво, розваги та відпочинок — 20,6 %, науковці, спеціалісти, менеджери — 19,1 %.